# ماساتو ایده
ماساتو ایده (انگلیسی: Masato Ide; ۱ ژانویهٔ ۱۹۲۰ – ۱۷ ژوئیهٔ ۱۹۸۹) رمان‌نویس، و فیلم‌نامه‌نویس اهل ژاپن بود.